# Xadrez na Arábia

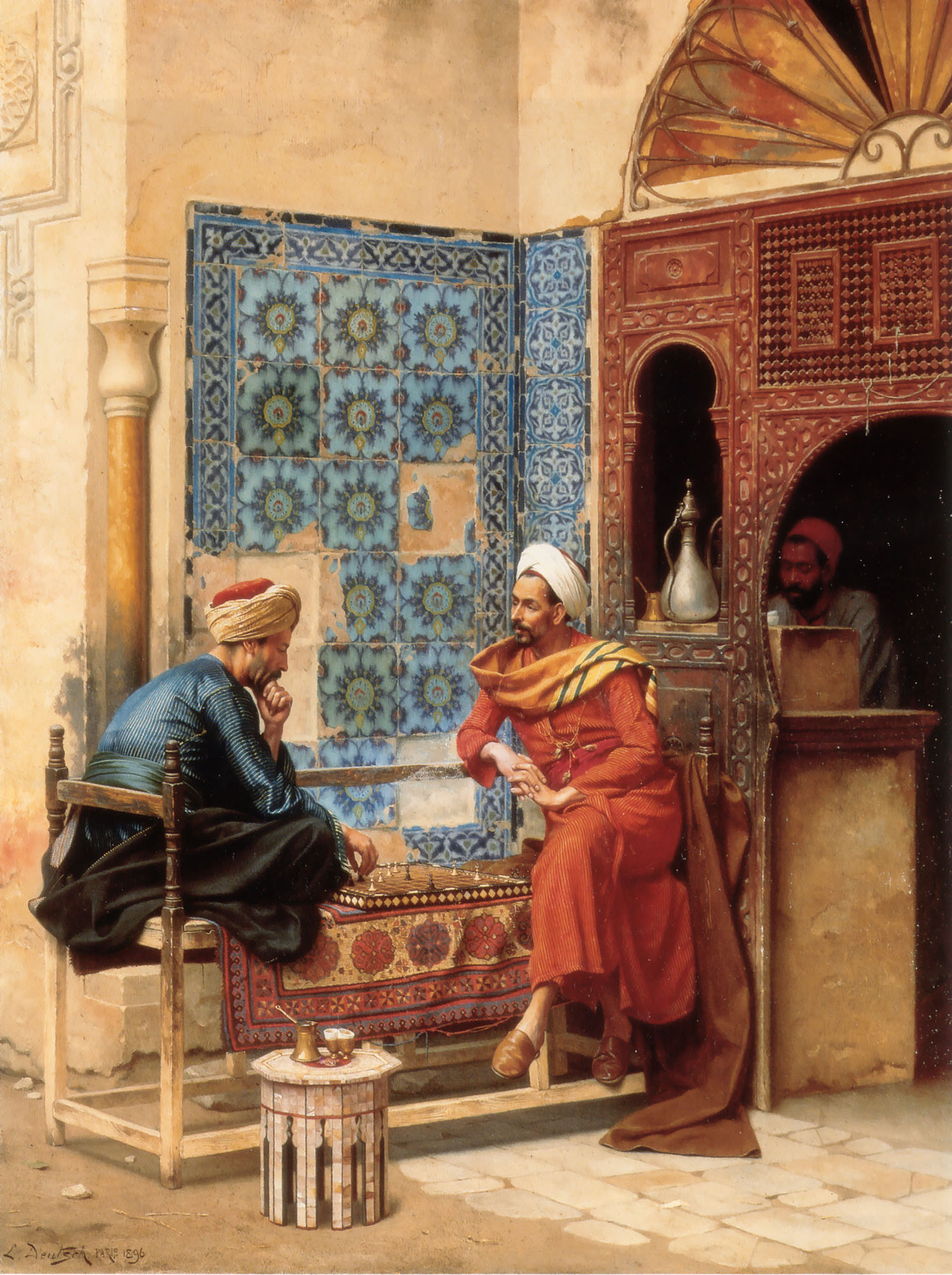
O jogo de xadrez, por Ludwig Deutsch (1896)

O Xadrez na Arábia refere-se a contribuições dos povos árabes ou da Arábia na história do xadrez. A participação destes povos, sobretudo após o advento da religião islâmica, foi fundamental na expansão do xadrez pelos continente asiático e europeu. Os povos nativos da península arábica eram próximos ao Império Sassânida, com sua variante do xadrez chamada Chatrangue, e com a consolidação da fé islâmica no século VI estes povos expandiram seu império a leste, conquistando a civilização persa e a oeste conquistando o norte da África e o sul das penínsulas Ibérica e Itálica, levando com eles sua própria versão do jogo.
A filosofia árabe de adquirir e acumular conhecimento foram fundamentais no campo da filosofia, astronomia e outras ciências exatas, servindo de base para a ciência européia do século X. Os árabes aprofundaram também o conhecimento existente do jogo com as primeiras análises de aberturas e o desenvolvimento do solucionismo de problemas (mansubat), uma área do xadrez com uma evolução diferente do jogo.
O Xatranje, versão árabe do xadrez persa, possuía as regras de vitória e movimentação similares ao antecessor entretanto a forte presença da doutrina islâmica influenciou significativamente o modo de jogar. O islamismo proibia que o jogo fosse praticado por apostas, o que era comum na Índia, e que fossem utilizados dados que eram empregados em outras variantes. O islamismo proibia também o culto a imagens de figuras o que fomentou a criação de peças de formato abstrato. Apesar destas alterações, alguns teólogos e califas mais conservadores proibiram a prática do jogo por completo em alguns períodos.
Por outro lado, vários califas foram aficionados pelo jogo e o praticaram com frequência em suas cortes, patrocinando os melhores jogadores da época. Alguns destes jogadores como Alçuli e Aladli produziram literaturas que explicavam algumas ideias como a divisão dos jogadores em categorias em função da vantagem que era oferecida ao oponente e as melhores aberturas para o Xatranje, que permitia até quatro movimentos consecutivos de um jogador, seguindo algumas restrições.

## Panorama histórico

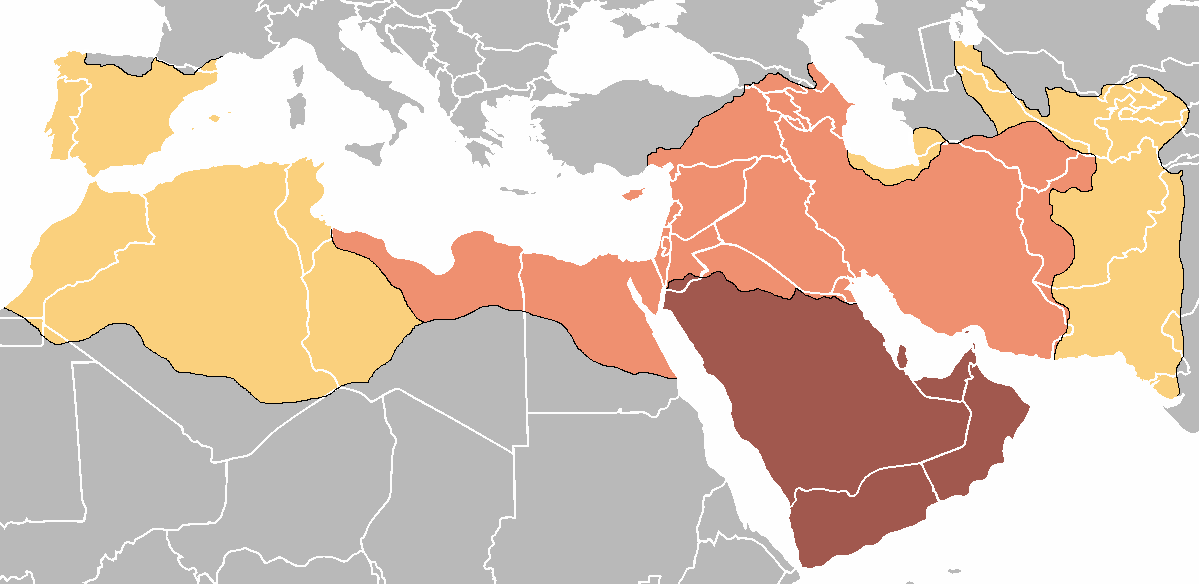
A expansão do califado sob liderança dos Omíadas.
Expansão sob liderança de Maomé, 622–632
Expansão durante o Califado Ortodoxo, 632–661
Expansão durante o califado Omíada, 661–750

O Califado Ortodoxo (em árabe: الخلافة الراشدية) foi o primeiro de quatro califados da história do Islamismo, fundado após a morte do profeta Maomé em 632. No seu auge, o califado se estendeu pela península arábica, Cáucaso, norte da África e planalto iraniano formando o maior império em extensão até a época. A conquista da Pérsia substituiu o zoroastrismo da cultura local pelo islamismo, entretanto vários outros elementos da cultura foram preservados e incorporados pelos povos árabes. Por volta de 711, a Península Ibérica foi invadida pelos muçulmanos sob comando de Tárique do califado Omíada. Cruzaram o mar Mediterrâneo na altura do estreito de Gibraltar e entraram na Península vencendo Rodrigo, o último rei visigodo da Hispânia. Nos séculos seguintes alargaram suas conquistas formando o território de Al-Andalus, que governaram por quase oitocentos anos. Apesar dos conflitos constantes que duraram até a Reconquista de todo o território, a cultura árabe teve um intenso contato com os reinos cristãos.
A expansão islâmica e a conquista da Sicília, Malta e pequenas partes do sul da Itália foi um processo que começou no século IX mas só foi efetivo a partir de 902 com o Emirado da Sicília que durou até 1061, quando foram expulsos pelos Normandos. Devido a presença efêmera na península italiana, é provável que o jogo de xadrez tenha sido introduzido na região através do comércio no mediterrâneo ao invés do contato direto dos territórios ocupados entre islâmicos e cristãos.

## Arqueologia e etimologia

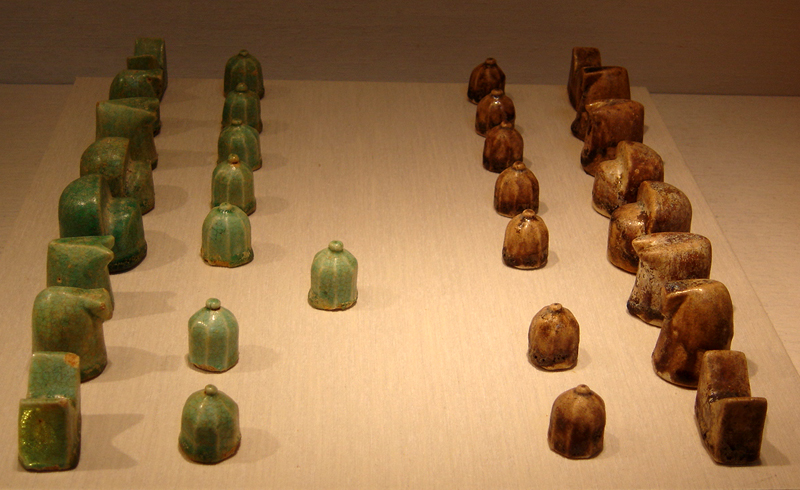
Conjunto de peças do Xatranje, datadas do século XII

Os árabes traduziram os nomes das peças conforme seu idioma, sendo as principais diferenças a Rukh (Torre) que tinha um significado variado na Pérsia mas foi consolidado como uma biga entre os árabes, e o Pīl que não é uma palavra persa mas foi traduzido com o significado de Elefante. O Asp (Cavalo), Piyada (Peão) e Farzin (Vizir) foram traduzidos para as respectivas palavras árabes Faras, Baidaq e Firzan respectivamente. Todas as peças de origem árabe são facilmente identificáveis em virtude de seu formato abstrato determinado pela influência do Islamismo. Existe uma considerável quantidade peças de xadrez de origem árabe encontradas ao longo do Oriente Médio e norte da África. As mais antigas datam do século VI e VII aproximadamente e foram encontradas Irã e sul do Iraque. Outras dos séculos VIII a X foram encontradas no Egito, Síria e após o século X várias encontradas em solo europeu. O conjunto mais conhecido destas são as peças de Ager, encontradas na cidade de Àger que teriam pertencido ao conde de Arnau Mir de Tost de Urgel. As peças são fabricadas em rochas cristalinas de origem estrangeira tendo sido provavelmente confeccionadas no Egito.
As peças árabes tem o formato dos peões basicamente cônicos e o Rei um bloco cilíndrico com um corte que sugestiona um trono. O Vizir é idêntico ao Rei porém um pouco menor enquanto que a Torre é um bloco retangular com um corte no meio do topo. O cavalo é uma peça cilíndrica com inscrições nas laterais e o Elefante tem um formato cilíndrico com dois pequenos chifres que considera-se ser uma representação das presas do Elefante.

## Literatura
Um manuscrito árabe intitulado Yawakit ul Mawakit (século XI), escrito por ibne Almutaz, filho do califa Almutaz, traz uma breve menção do jogo no qual enumera suas qualidades. Apesar do islamismo ter se manifestado contra o jogo, em algumas ocasiões os califas mantinham a prática em suas cortes. O conto As mil e uma noites traz a história do jogador de xadrez Almadi, filho de Harune Arraxide, que compra uma escrava conhecida por ser uma hábil jogadora de xadrez. Almadi perde três vezes consecutivas para a moça e como recompensa poupa a vida do interesse romântico dela. Entretanto uma descrição melhor das regras do Xatranje, em qualidade e propósito, é encontrada na literatura hebraica. O rabino Bonsenior Abu Yachia, que viveu por volta do século X, escreveu um poema descrevendo as regras de movimentação das peças e o arranjo inicial das peças.
Existem várias lendas a respeito da criação do jogo na literatura árabe o que demonstra a popularidade do mesmo na cultura. Entre as citadas estão a história do brâmane Sissa ibne Dair que criou o jogo a pedido de um rajá indiano e como recompensa pedira um grão de trigo na primeira cada casa do tabuleiro, dobrando progressivamente para cada em cada casa e a história que conta o pedido da mãe do Rei Gav, de modo a provar que este não havia provocado a morte do irmão Talhende durante uma batalha sendo esta reconstituída sobre o tabuleiro.

### O Xatranje
A principal diferença entre o Xatranje árabe e a versão ocidental do jogo era o tabuleiro monocromático do qual não havia um posicionamento correto em relação as cores para arranjar inicialmente as peças. Em função disso, existiam dois arranjos iniciais possíveis em relação ao Rei e o Firz do qual o enxadrista mais forte escolhia a posição do seu Rei no início da partida e o adversário colocava o seu na mesma coluna, com os respectivos Firz ao lado. As outras peças eram dispostas conforme a versão ocidental, com a ressalva de que o lugar do bispo era ocupado pelo Pil. Não existia o roque e assim como no Chatrangue o jogador podia vencer aplicando o Shah-mat (xeque-mate), deixando o oponente com o Rei solitário ou deixando o o Rei adversário afogado, neste ponto diferindo de seu antecessor onde não era permitido deixar o Rei nesta situação.
O Rei, a Torre, o Cavalo se movem exatamente conforme as leis do xadrez ocidental assim como o peão embora não fosse permitido a este mover duas casas no primeiro movimento o que implica na inexistência da captura en passant. O Firzan ou Firz move-se uma casa na direção diagonal e o Fil duas casas na diagonal, pulando a primeira, assim como se movimentam no antecessor.

## Legado árabe
| Começo de um tabuleiro de xadrez. | a        | b        | c        | d | e | f        | g        | h        |                             |
| 8                                 |          | rg em b8 |          |   |   |          | kg em g8 |          | 8                           |
| 7                                 |          |          |          |   |   |          |          |          | 7                           |
| 6                                 |          |          |          |   |   | pr em f6 | pr em g6 |          | 6                           |
| 5                                 |          |          |          |   |   |          |          |          | 5                           |
| 4                                 | kr em a4 |          | ng em c4 |   |   |          | nr em g4 | rr em h4 | 4                           |
| 3                                 |          |          |          |   |   |          |          | er em h3 | 3                           |
| 2                                 |          | rg em b2 |          |   |   |          |          |          | 2                           |
| 1                                 |          |          |          |   |   |          |          | rr em h1 | 1                           |
|                                   | a        | b        | c        | d | e | f        | g        | h        | Fim do tabuleiro de xadrez. |

Existiam poucas diferenças entre as regras do Xatranje e do Chatrangue, e a principal contribuição árabe no jogo diz respeito aos princípios científicos de análise e um estudo mais aprofundado do jogo posicional. Sob domínio árabe foi introduzido também a notação algébrica de xadrez que apesar de não ser empregada universalmente para o Xatranje, o era para a descrição de problemas de xadrez que haviam se tornado populares.
O jogo tornou-se popular entre califas, como Harune Arraxide, que patrocinavam os melhores jogadores de sua corte e no final do século IX já era amplamente aceito e difundido no mundo árabe sendo levado para o norte da África, Sicília e Península Ibérica. Surgiram então os primeiros grandes jogadores notáveis em suas época pela capacidade de jogar mesmo dando vantagens de peões até torres para seus adversários. Aladli, Alrazi e Alçuli foram os grandes nomes deste período, tendo-se destacado tanto no xadrez como nas artes e ciências.
Os árabes, através dos estudos de Alçuli, foram os primeiros a analisar aberturas e finais e criar inúmeros problemas denominados mansūbāt como o problema Dileram, que utilizavam as regras e peças do Xatranje. Deste período também é a primeira referência a uma partida de xadrez às cegas, relatada por Alçuli num manuscrito árabe do século XIV.
O papel dos árabes foi especialmente importante no desenvolvimento da estratégia e do conceito de tempo no enxadrismo, através de um método científico que foi popularizado junto com o jogo. A teoria do jogo na época é diferente da atual em virtude dos movimentos limitados do Vizir e do Elefante, atuais Dama e Bispo entretanto o estudo da teoria e prática são similares ao da atualidade.
Os ta'bi'a ou sistemas de aberturas consistiam essencialmente de uma estrutura de peões que o jogador deveria tentar alcançar movendo os peões apoiados por outras peças tentando assim ganhar espaço. Quando possível, os peões buscavam abrir buracos na formação dos peões adversários para utilização do Vizir. Estas formações podiam ser alcançadas de um modo variado de movimentos mas não explicavam ao leitor como deveriam ser utilizadas no meio da partida. De um modo geral, os sistemas de aberturas que tomavam mais movimentos para serem alcançados eram menos efetivos.
| \| Começo de um tabuleiro de xadrez. \| a \| b \| c \| d \| e \| f \| g \| h \| \| \| 8 \| \| \| \| \| \| \| \| \| 8 \| \| 7 \| \| \| \| \| \| \| \| \| 7 \| \| 6 \| \| \| \| \| \| \| \| \| 6 \| \| 5 \| \| \| \| \| \| \| \| \| 5 \| \| 4 \| \| \| \| \| \| \| pg em g4 \| \| 4 \| \| 3 \| pg em a3 \| pg em b3 \| pg em c3 \| pg em d3 \| pg em e3 \| pg em f3 \| \| \| 3 \| \| 2 \| \| \| \| \| ng em e2 \| rg em f2 \| \| pg em h2 \| 2 \| \| 1 \| \| ng em b1 \| eg em c1 \| qg em d1 \| kg em e1 \| eg em f1 \| rg em g1 \| \| 1 \| \| \| a \| b \| c \| d \| e \| f \| g \| h \| Fim do tabuleiro de xadrez. \| |          |          |          |          |          |          |          |          |                             |
| Abertura Sayyal |          |          |          |          |          |          |          |          |                             |
| Começo de um tabuleiro de xadrez. | a        | b        | c        | d        | e        | f        | g        | h        |                             |
| 8 |          |          |          |          |          |          |          |          | 8                           |
| 7 |          |          |          |          |          |          |          |          | 7                           |
| 6 |          |          |          |          |          |          |          |          | 6                           |
| 5 |          |          |          |          |          |          |          |          | 5                           |
| 4 |          |          |          |          |          |          | pg em g4 |          | 4                           |
| 3 | pg em a3 | pg em b3 | pg em c3 | pg em d3 | pg em e3 | pg em f3 |          |          | 3                           |
| 2 |          |          |          |          | ng em e2 | rg em f2 |          | pg em h2 | 2                           |
| 1 |          | ng em b1 | eg em c1 | qg em d1 | kg em e1 | eg em f1 | rg em g1 |          | 1                           |
| | a        | b        | c        | d        | e        | f        | g        | h        | Fim do tabuleiro de xadrez. |

| \| Começo de um tabuleiro de xadrez. \| a \| b \| c \| d \| e \| f \| g \| h \| \| \| 8 \| \| \| \| \| \| \| \| \| 8 \| \| 7 \| \| \| \| \| \| \| \| \| 7 \| \| 6 \| \| \| \| \| \| \| \| \| 6 \| \| 5 \| \| \| \| \| \| \| \| \| 5 \| \| 4 \| pg em a4 \| \| \| pg em d4 \| \| \| \| pg em h4 \| 4 \| \| 3 \| eg em a3 \| pg em b3 \| pg em c3 \| qg em d3 \| pg em e3 \| pg em f3 \| pg em g3 \| eg em h3 \| 3 \| \| 2 \| \| \| ng em c2 \| kg em d2 \| ng em e2 \| \| \| \| 2 \| \| 1 \| rg em a1 \| \| \| \| \| \| \| rg em h1 \| 1 \| \| \| a \| b \| c \| d \| e \| f \| g \| h \| Fim do tabuleiro de xadrez. \| |          |          |          |          |          |          |          |          |                             |
| Abertura Mu'agrab |          |          |          |          |          |          |          |          |                             |
| Começo de um tabuleiro de xadrez. | a        | b        | c        | d        | e        | f        | g        | h        |                             |
| 8 |          |          |          |          |          |          |          |          | 8                           |
| 7 |          |          |          |          |          |          |          |          | 7                           |
| 6 |          |          |          |          |          |          |          |          | 6                           |
| 5 |          |          |          |          |          |          |          |          | 5                           |
| 4 | pg em a4 |          |          | pg em d4 |          |          |          | pg em h4 | 4                           |
| 3 | eg em a3 | pg em b3 | pg em c3 | qg em d3 | pg em e3 | pg em f3 | pg em g3 | eg em h3 | 3                           |
| 2 |          |          | ng em c2 | kg em d2 | ng em e2 |          |          |          | 2                           |
| 1 | rg em a1 |          |          |          |          |          |          | rg em h1 | 1                           |
| | a        | b        | c        | d        | e        | f        | g        | h        | Fim do tabuleiro de xadrez. |

| \| Começo de um tabuleiro de xadrez. \| a \| b \| c \| d \| e \| f \| g \| h \| \| \| 8 \| \| \| \| \| \| \| \| \| 8 \| \| 7 \| \| \| \| \| \| \| \| \| 7 \| \| 6 \| \| \| \| \| \| \| \| \| 6 \| \| 5 \| \| \| \| \| \| \| \| \| 5 \| \| 4 \| \| \| \| pg em d4 \| pg em e4 \| \| pg em g4 \| \| 4 \| \| 3 \| pg em a3 \| pg em b3 \| pg em c3 \| qg em d3 \| eg em e3 \| pg em f3 \| \| pg em h3 \| 3 \| \| 2 \| \| \| ng em c2 \| \| \| ng em f2 \| \| \| 2 \| \| 1 \| rg em a1 \| \| \| \| kg em e1 \| eg em f1 \| rg em g1 \| \| 1 \| \| \| a \| b \| c \| d \| e \| f \| g \| h \| Fim do tabuleiro de xadrez. \| |          |          |          |          |          |          |          |          |                             |
| Abertura Muraddad |          |          |          |          |          |          |          |          |                             |
| Começo de um tabuleiro de xadrez. | a        | b        | c        | d        | e        | f        | g        | h        |                             |
| 8 |          |          |          |          |          |          |          |          | 8                           |
| 7 |          |          |          |          |          |          |          |          | 7                           |
| 6 |          |          |          |          |          |          |          |          | 6                           |
| 5 |          |          |          |          |          |          |          |          | 5                           |
| 4 |          |          |          | pg em d4 | pg em e4 |          | pg em g4 |          | 4                           |
| 3 | pg em a3 | pg em b3 | pg em c3 | qg em d3 | eg em e3 | pg em f3 |          | pg em h3 | 3                           |
| 2 |          |          | ng em c2 |          |          | ng em f2 |          |          | 2                           |
| 1 | rg em a1 |          |          |          | kg em e1 | eg em f1 | rg em g1 |          | 1                           |
| | a        | b        | c        | d        | e        | f        | g        | h        | Fim do tabuleiro de xadrez. |

Apesar do final com torres e peões empregar peças com os mesmos movimentos que os atuais, o interesse por este tipo de final era pequeno pois as regras de promoção permitiam que o peão fosse promovido somente ao Vizir. Os estudos de finais eram limitados a problemas com número de movimentos limitados, denominados é mansubat. Os finais eram portanto práticos e sem riqueza poética, apesar de terem interesse de peças por peças era num nível elementar. Um estudo da coleção de Aladli com Rei e Cavalo contra Rei e Torre teve várias soluções publicadas inclusive por Alçuli. Este estudo veio de uma partida supostamente disputada por Rabrabe e Abu Naane, dois aliyat da corte de Harune.
Os árabes introduziram as classes de jogadores com base na vantagem oferecida pelo jogador mais forte ao adversário. Os aliyat eram os mais fortes que jogavam em condições iguais entre si. A segunda classe eram os mutaqaribat que recebiam a vantagem de um peão contra um aliyat variando o peão conforme a força do jogador de segunda classe. A terceira classe recebia a vantagem de uma Vizir, a quarta de um Cavalo e a quinta de uma Torre mas não se sabe muito a respeito destas últimas.

### Influência do islamismo
Quando os árabes dominaram a Pérsia em 651 o profeta Maomé já havia falecido, o que provocou um longo debate entre os teólogos islâmicos sobre a legalidade da prática do jogo. A controvérsia era na interpretação do capítulo 5 do Corão, livro sagrado do islamismo, que afirma:
| “ | Ó fiéis, as bebidas inebriantes, os jogos de azar, a dedicação às pedras e as adivinhações com setas, são manobras abomináveis de Satanás. Evitai-os, pois, para que prospereis. | ” |

Os teólogos sunitas interpretaram que este banimento de ídolos se referia a todas as formas de representação de homens e animais, o que incluia pinturas, esculturas e peças de xadrez. Apesar da interpretação xiita ser restrita a ídolos religiosos somente, a interpretação sunita prevaleceu e a situação foi contornada com a confecção de peças abstratas.  Outras observações deviam ser cumpridas, de modo que a prática do xadrez não atrapalhasse os deveres religiosos, o que incluia não ser praticado por dinheiro, não levar a disputas ou a linguajar impróprio. Apesar disso, algumas interpretações mais radicais classificaram o xadrez como haram, o que significava que o jogo era proibido e sua prática merecedora de castigo. Esta visão radical era ocasionalmente adotada por califas o que levava à destruição de peças e tabuleiros, embora nem todos o fizessem.
Apesar da desaprovação em sua prática em 725 por Solimão ibne Iaxar, o jogo era popular entre os califas, especialmente quando a capital foi transferida para Bagdá em 750 e os melhores enxadristas foram levados juntos. O califa Almadi (século VIII) escreveu uma carta para os líderes religiosos de Meca pedindo a proibição da prática do xadrez, jogos envolvendo dados e o gamão entre outros mas faleceu em 780, e seu sucessor Arraxide era um ávido enxadrista. Em 810, os melhores jogadores do mundo eram conhecidos  e todos eram patronados por poderosos califas.